# جمعية الاستعمار اليهودي
تم إنشاء جمعية الاستعمار اليهودية (JCA أو ICA، باليديشية ייִק"אַ) في 11 سبتمبر 1891، من قبل البارون موريس دي هيرش، وكان الهدف منها هو تسهيل الهجرة الجماعية لليهود من روسيا وغيرها من بلدان أوروبا الشرقية، من خلال توطينهم في المستعمرات الزراعية على الأراضي التي اشترتها اللجمعية، لا سيما في أمريكا الشمالية (كندا والولايات المتحدة)، وأمريكا الجنوبية (الأرجنتين والبرازيل).